# Castell d'Andilla
Les restes del castell d'Andilla, d'origen musulmà, ocupen el cim del turó de gairebé 900 metres d'altura que domina la població, al costat de l'ermita de Santa Agnès. La muralla d'Andilla es troba al municipi del mateix nom, a la comarca dels Serrans de la província de València.
Al terme municipal d'Andilla s'han descobert nombrosos jaciments que proven l'ocupació humana de les seves terres de manera ininterrompuda des del Mesolític. La vila actual té l'origen en l'assentament musulmà als peus del castell i en la foia del seu mateix nom.
Aquest castell, amb les muralles, han estat catalogats com a béns d'interès cultural, amb el codi: 46.10.038-003, i nombre d'anotació en el ministeri: RI-51-0010647, amb data 06/06/2001.

## Descripció
Andilla i el seu castell van ser donats pel rei Jaume I d'Aragó a Eixim Pérez d'Arenós, en escriptura atorgada a Saragossa el 27 de desembre de l'any 1237, abans de la conquesta de València. Des de llavors el senyoriu ha conegut nombrosos canvis de titularitat i successives i diferents famílies propietàries, com els Prades, els Heredia, etc., fins a arribar als Marcilla i Santa Creu.
El castell està situat al turó que domina la població i conforma el seu característic paisatge. Pertany a l'època medieval i encara conserva algunes de les seues estructures. A principi del segle xx, segons es diu, mantenia en peus les seues tres torres, les restes avui se'n troben sobre els vessants i sobre el mateix castell. Tenia un recinte emmurallat que envoltava la població; avui subsisteix una porta sota una torrassa que es troba habilitada com a museu. La resta de les muralles estan absorbides pels habitatges que sobre aquestes s'han adossat.
Va tenir gran importància al llarg de les guerres carlines pel control dels passos cap a Castelló i Terol des de la província de València. Però tant en aquestes guerres com en la Guerra Civil de 1936 se'n va destruir pràcticament la totalitat de les restes.
Al 1994 a la plaça de la Muralla es va dur a terme una actuació arqueològica en què va ser descobert un tram de muralla.

## Història
La fortalesa islàmica va ser probablement aixecada al segle xi, i va haver de ser aprofitada pels senyors feudals cristians, ja que controlava el pas del camí reial de València a Aragó.

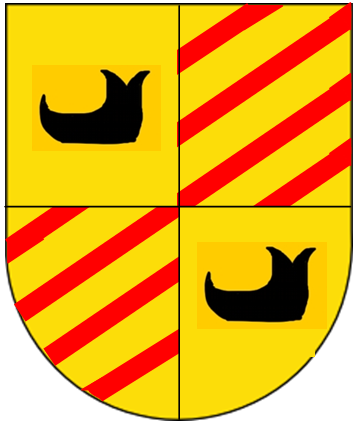
Escut del 2n senyor d'Andilla del portal de la muralla

Després seria abandonada progressivament, fins que va tornar a utilitzar-se durant les guerres civils dels segles xix i xx, cosa que va acabar per completar la seva destrucció.
Poc és, doncs, el que s'ha conservat d'aquest castell. En l'actualitat només es poden distingir llenços aïllats dels seus murs i altres vestigis dispersos.
A part de la fortificació del mateix castell, la vila d'Andilla estava protegida per muralles, les quals han desaparegut gairebé del tot, absorbides per habitatges particulars. Subsisteix en molt bon estat, però, un portal d'aquesta muralla, que devia ser-ne el principal, obert sota una torrassa medieval del segle XIV que alberga actualment el Museu Arqueològic Municipal, a la part oest de la població. Construït en blocs de carreu, les àmplies dovelles de l'arc de mig punt mostren en la clau l'escut nobiliari de Ximén Pérez d'Arenós.